# Daniel Kamwa
Daniel Kamwa (14 de abril de 1943) es un director de cine y actor camerunés. Estudió drama en París, Francia, antes de producir su primera película, Boubou-cravate (1973). Su filme de 1981 Our Daughter ingresó en el duodécimo Festival Internacional de Cine de Moscú.

## Filmografía selecta
- Boubou-cravate, director (1973)[2]
- Pousse-Pousse, director (1976)[4]
- Notre Fille, director (1980)[4]
- Vidéolire, director (1991)[2]
- Totor, actor y director (1994)[4]
- Le Cercle des pouvoirs, director (1998)[4]